# Numa Morikazu
Numa Morikazu est un nom japonais traditionnel ; le nom de famille (ou le nom d'école), Numa, précède donc le prénom (ou le nom d'artiste).
Numa Morikazu (沼間 守一) (2 décembre 1843 – 17 mai 1890) est un homme politique et journaliste de l'ère Meiji du Japon.

## Biographie
Né dans une famille de samouraï à Edo en 1843, Numa bénéficie d'une bourse d'études à un âge précoce. Il apprend l'anglais auprès de James Curtis Hepburn à Yokohama et est ensuite envoyé à Nagasaki pour étudier la science militaire occidentale. Il traduit un texte sur la guerre d'infanterie de style anglais en 1866 et, en 1867, est nommé hohei-gashira nami (歩兵头并; à peu près équivalent à un lieutenant) dans l'unité d'élite Denshūtai du shogunate. Numa combat du côté Tokugawa lors de la guerre de Boshin.
À la suite de la restauration de Meiji, après un bref séjour en prison, il est libéré en raison d'une faveur faite antérieurement à Itagaki Taisuke et est embauché par le nouveau gouvernement de Meiji comme instructeur de guerre d'infanterie pour le domaine de Tosa. Il enseigne également l'anglais à Tokyo. Parmi ses étudiants figurent Takamine Hideo et Shiba Shirō, les fils de l'ancien samouraï d'Aizu qui devient plus tard renommé dans les cercles académiques.
Numa intègre le ministère des finances en 1872 et travaille plus tard pour le ministère de la justice et à d'autres postes au sein du gouvernement. En 1873, en compagnie de Kōno Togama et Itagaki Taisuke, il fonde le parti libéral de 1881. À la suite d'une agitation paysanne, Numa est envoyé pour enquêter sur la situation dans la préfecture de Sakata à la fin de l'année 1875.
Mécontent de la politique gouvernementale limitant la liberté d'expression, il se retire du Genrōin en 1879 et décide de consacrer son énergie au mouvement pour la liberté et les droits du peuple. Il acquiert le journal Yokohama Mainichi Shinbun et le réorganise pour en faire le Tōkyō-Yokohama Mainichi Shinbun et s'en sert comme porte-parole pour les idées libérales qu'il a toujours soutenues et l'utilise pour appeler à la création d'une assemblée nationale. En 1881, il rejoint le Rikken Kaishintō avec Ōkuma Shigenobu. 
Dans le même temps, de 1882 jusqu'à sa mort, il est à la tête de l'assemblée préfectorale de Tōkyō.
Numa Morikazu décède d'une pneumonie en 1890 à l'âge de 47 ans.